# Rhanidophora lutatus
Rhanidophora lutatus är en fjärilsart som beskrevs av Karl Grünberg 1907. Rhanidophora lutatus ingår i släktet Rhanidophora och familjen nattflyn. Inga underarter finns listade.